# Cryptus praefortis
Cryptus praefortis är en stekelart som beskrevs av Rossem 1989. Cryptus praefortis ingår i släktet Cryptus och familjen brokparasitsteklar. Utöver nominatformen finns också underarten C. p. insularis.